# Luis de Castro
Luis de Castro Gutiérrez (Iznájar, 1888-Madrid, 1973) fue un escritor español.

## Biografía
Nació el 27 de abril de 1888 en la localidad cordobesa de Iznájar. En la variada producción literaria de Luis de Castro, que colaboró en la prensa periódica de la época en medios como el diario carlista El Correo Español —de cuya redacción formó parte—, figuran obras poéticas, ensayos como Los colaboradores del Kaiser. Grandezas de los Imperios Centrales (1916), novelas como Rosa mística (1914) y El amo (1922) o zarzuelas como El juglar de Castilla (1933). Fallecido en Madrid el 13 de diciembre de 1973, sería enterrado en el cementerio de la Almudena.
Fue hermano de los literatos Miguel de Castro y Cristóbal de Castro.